# Faust (phim 2011)
Faust là bộ phim điện ảnh Nga năm 2011 do Alexander Sokurov đạo diễn. Các đoạn thoại phim bằng tiếng Đức. Tác phẩm đã giành giải Sư tử vàng tại Liên hoan phim Venezia. Tại lễ trao giải Nghiệp đoàn điện ảnh Nga 2012, bộ phim chiến thắng ở các hạng mục Phim hay nhất, Đạo diễn xuất sắc nhất (Alexander Sokurov), Kịch bản xuất sắc nhất (Yuri Arabov) và Nam diễn phụ xuất sắc nhất (Anton Adasinsky).